# Elsa Lunghini
Elsa Lunghini, född 20 maj 1973 i Paris, är en fransk sångare och skådespelare.
Hon är dotter till skådespelaren, fotografen och kompositören Georges Lunghini och Christiane Jobert som är skulptör. Systerdotter till Marlène Jobert och kusin till Eva Green. Hon fick sin första roll som skådespelare 1981. 1986 slog hon igenom med låten T'en Va Pas som blev en hit. Senare släppte hon ut Jour de Neige som även denna blev en hit.